# Chiesa di San Paolo (Berlino)
La chiesa di San Paolo (in tedesco Paulskirche) è una chiesa evangelica di Berlino, sita nel quartiere di Gesundbrunnen.
Rappresenta una delle quattro cosiddette «chiese suburbane berlinesi» progettate secondo uno schema comune dall'architetto Karl Friedrich Schinkel nei nuovi quartieri popolari della periferia settentrionale; in considerazione della sua importanza storica e architettonica, è posta sotto tutela monumentale (Denkmalschutz).